# Okular
Okular es un visor de documentos multiplataforma desarrollado por la comunidad de KDE y basado en las librerías QT y KDE Frameworks. Está basado en KPDF, y reemplaza a KPDF, KGhostView, KDVI y otros.  El desarrollo de la aplicación comenzó en el Google Summer of Code de 2005 por parte de Piotr Szymanski.

## Archivos soportados
Permite visualizar los siguientes formatos:
- PDF con el backend Poppler
- PostScript con el backend libgs
- TIFF con el backend libTIFF
- CHM con el backend libCHM
- DjVu con el backend DjVuLibre
- DVI (TeX) (Device independent file format)
- XPS
- ODF
- FictionBook
- Comicbook
- Plucker
- EPUB
- Mobipocket
- Varios formatos de imágenes